# Лангтуткин
Лангтуткин — щитовой вулкан высотой 1530 метров. 
Расположен на Срединном хребте на полуострове Камчатка. Внешне выглядит пологим щитом. Всю его восточную часть занимает Снеговой вулкан.